# Eriosema campestre
Eriosema campestre är en ärtväxtart som beskrevs av George Bentham. Eriosema campestre ingår i släktet Eriosema och familjen ärtväxter.

## Underarter
Arten delas in i följande underarter:
- E. c. campestre
- E. c. delicatula
- E. c. macrophyllum

## Bildgalleri

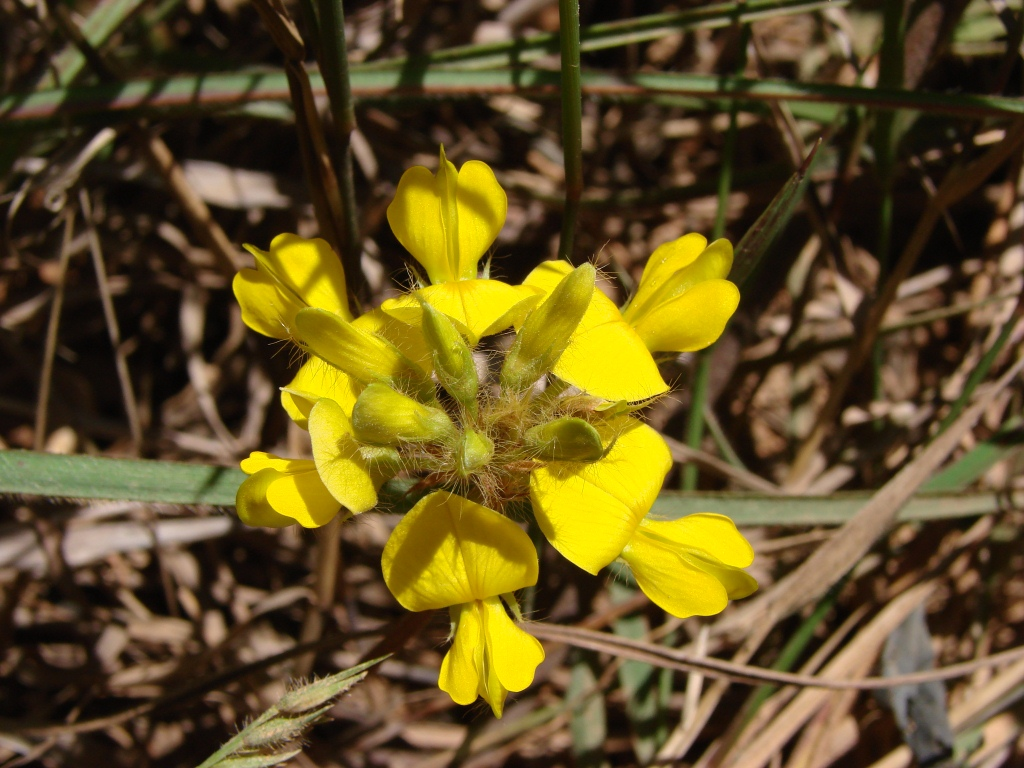
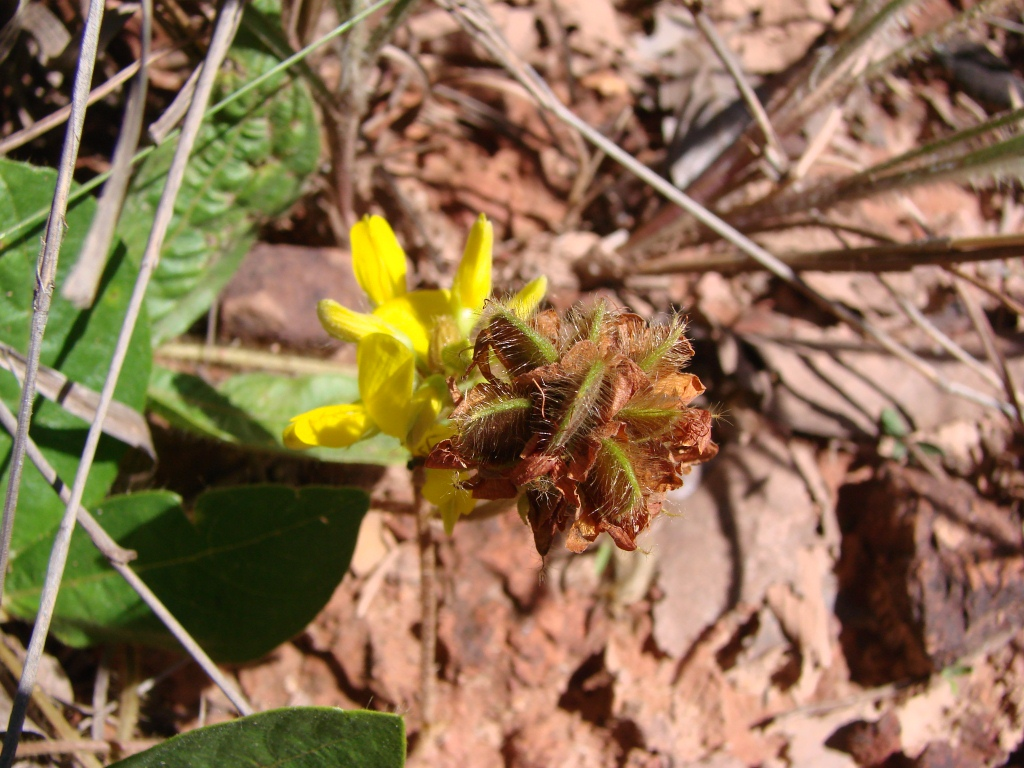
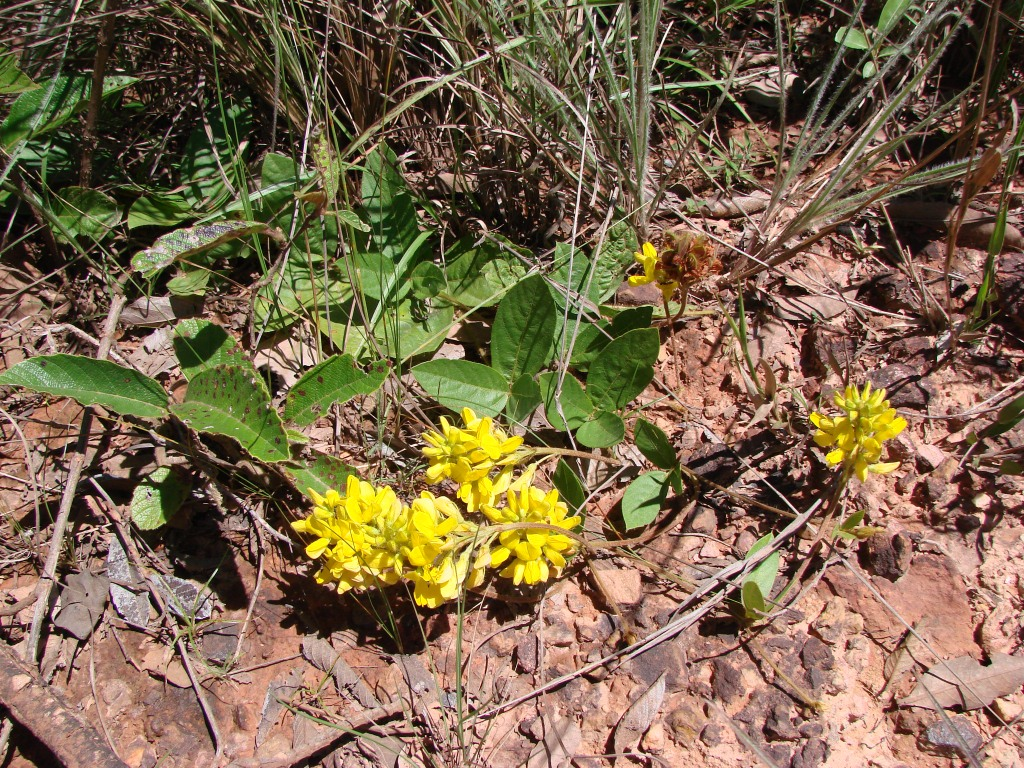